# Microterys continentalis
Microterys continentalis är en stekelart som beskrevs av Sugonjaev 1976. Microterys continentalis ingår i släktet Microterys och familjen sköldlussteklar. Inga underarter finns listade i Catalogue of Life.